# Domenico De Luca
Domenico De Luca (ur. 2 stycznia 1928 w Safakis, w Tunezji; zm. 16 września 2006) – włoski duchowny katolicki, arcybiskup, nuncjusz apostolski w Maroku.

## Życiorys
27 lipca 1952 otrzymał święcenia kapłańskie i został inkardynowany do archidiecezji Neapolu. W 1957 rozpoczął przygotowanie do służby dyplomatycznej na Papieskiej Akademii Kościelnej. W latach 1989–1993 pełnił funkcję szefa protokołu dyplomatycznego Stolicy Apostolskiej.
22 maja 1993 został mianowany przez Jana Pawła II nuncjuszem apostolskim w Maroku oraz arcybiskupem tytularnym Teglata in Numidia. Sakry biskupiej udzielił mu 3 lipca 1993 ówczesny Sekretarz Stanu - kard. Angelo Sodano.
17 lipca 2003 przeszedł na emeryturę. Zmarł 16 września 2006.